# Бродовље Југословенске ратне морнарице
Следи списак ратних бродова који су били у саставу флоте Југословенске ратне морнарице.

## Подморнице

### Класа Уна
| Име          | Слика | Година изградње | Бродоградилиште                             | Статус |
| ------------ | ----- | --------------- | ------------------------------------------- | --- |
| П-911 Тиса   |       | 1983.           | Бродоградилиште специјалних објеката, Сплит | Одвезена у Црну Гору. Током 1990-их је конзервирана. Требало би да буде предата Словенији, и изложена у музеју. |
| П-912 Уна    |       | 1984.           | Бродоградилиште специјалних објеката, Сплит | Одвезена у Црну Гору. Током 1990-их је конзервирана. Од 2004. понуђена на продају                               |
| П-913 Соча   |       | 1987.           | Бродоградилиште специјалних објеката, Сплит | Одвезена у Црну Гору. Повучена.                                                                                 |
| П-914 Зета   |       | 1985.           | Бродоградилиште специјалних објеката, Сплит | Остала у Хрватској. Уведена у састав ХРМ под називом П-01 Велебит. Повучена.                                    |
| П-915 Вардар |       | 1985.           | Бродоградилиште специјалних објеката, Сплит | Одвезена у Црну Гору. Повучена.                                                                                 |
| П-916 Купа   |       | 1986.           | Бродоградилиште специјалних објеката, Сплит | Одвезена у Црну Гору. Повучена.                                                                                 |

### Класа Сава
| Име         | Слика | Година изградње | Бродоградилиште                             | Статус                                                                                       |
| ----------- | ----- | --------------- | ------------------------------------------- | -------------------------------------------------------------------------------------------- |
| П-831 Сава  |       | 1978.           | Бродоградилиште специјалних објеката, Сплит | Одвезена у Црну Гору. 2009. изрезана као старо гвожђе у Турској.                             |
| П-832 Драва |       | 1980.           | Бродоградилиште специјалних објеката, Сплит | Одвезена у Црну Гору. На чувању од 2000. Требало би да буде исечена као секундарна сировина. |

### Класа Херој
| Име          | Слика | Година изградње | Бродоградилиште                             | Статус                                                       |
| ------------ | ----- | --------------- | ------------------------------------------- | ------------------------------------------------------------ |
| П-821 Херој  |       | 1968.           | Бродоградилиште специјалних објеката, Сплит | Одвезена у Црну Гору.                                        |
| П-822. јунак |       | 1969.           | Бродоградилиште специјалних објеката, Сплит | Одвезена у Црну Гору.                                        |
| П-823 Ускок  |       | 1970.           | Бродоградилиште специјалних објеката, Сплит | Одвезена у Црну Гору. 1998. повучена из службе те разрезана. |

### Класа Сутјеска
| Име            | Слика | Година изградње | Бродоградилиште        | Статус                    |
| -------------- | ----- | --------------- | ---------------------- | ------------------------- |
| П-811 Сутјеска |       | 1960.           | Бродоградилиште Уљаник | 1980. повучена из службе  |
| П-812 Неретва  |       | 1961.           | Бродоградилиште Уљаник | 1981. повучена из службе. |

### Остале
| Име           | Слика | Година изградње | Бродоградилиште | Статус                                                                                      |
| ------------- | ----- | --------------- | --------------- | ------------------------------------------------------------------------------------------- |
| П-801 Тара    |       | 1928.           | Енглеска        | Бивши "Небојша", повучена из службе 1955.                                                   |
| П-802 Сава    |       | 1942.           |                 | 1968. повучена из службе.                                                                   |
| П-901 Малишан |       | 1943.           | Цапрони, Милано | 1945. заробљена у Пули. Повучена 1958. те се од тада налази у "Техничком музеју" у Загребу. |

## Разарачи

### Класа W
| Име        | Слика | Година изградње        | Бродоградилиште | Судбина       |
| ---------- | ----- | ---------------------- | --------------- | ------------- |
| Р-21 Котор |       | Поринут: 8. маја 1942. |                 | Повучен 1971. |
| Р-22 Учка  |       |                        |                 |               |

### Остали
| Име        | Слика | Година изградње                  | Бродоградилиште | Судбина                  |
| ---------- | ----- | -------------------------------- | --------------- | ------------------------ |
| Р-11 Сплит |       | Кобилица: јул 1939 Поринут: 1958 | Сплит           | Повучен 1985.; разрезан. |

## Ескортни разарачи

### Класа Циклоне
| Име           | Слика | Година изградње | Бродоградилиште | Судбина |
| ------------- | ----- | --------------- | --------------- | ------- |
| РЕ-51 Триглав |       |                 |                 | Повучен |
| РЕ-52 Биоково |       |                 |                 | Повучен |

## Ракетни бродови

### Класа Кони
| Име           | Слика | Година изградње | Бродоградилиште   | Судбина                                                                                    |
| ------------- | ----- | --------------- | ----------------- | ------------------------------------------------------------------------------------------ |
| ВПБР-31 Сплит |       | 1976.           | Зеленодолск, СССР | Током 1990-их преименован у Београд те се налази у Црној Гори. Од 2004. понуђен на продају |
| ВПБР-32 Копер |       |                 | Зеленодолск, СССР | Одвезен у Црну Гору, тијеком 1990-их преименован у Подгорица. Изрезан.                     |

### Класа Котор
| Име           | Слика | Година изградње | Бродоградилиште | Судбина       |
| ------------- | ----- | --------------- | --------------- | ------------- |
| ВПБР-33 Котор |       | 1985.           | Краљевица       | У Црној Гори. |
| ВПБР-34 Пула  |       | 1985.           | Краљевица       | У Црној Гори. |

### Класа Кончар
| Име                          | Слика | Година изградње | Бродоградилиште | Судбина                                                     |
| ---------------------------- | ----- | --------------- | --------------- | ----------------------------------------------------------- |
| РТОП-401 Раде Кончар         |       | 1977.           | Краљевица       | Одвезена у Црну Гору. 2004. повучена и понуђена на продају. |
| РТОП-402 Владо Четковић      |       | 1978.           | Краљевица       | У служби ХРМ-а под ознаком РТОП-21 Шибеник.                 |
| РТОП-403 Рамиз Садику        |       | 1978.           | Краљевица       | Одвезен у Црну Гору, разрезан.                              |
| РТОП-404 Хасан Захировић     |       | 1978.           | Краљевица       | Одвезен у Црну Гору. 2007. повучена те понуђена на продају. |
| РТОП-405 Јордан Николов-Орце |       | 1979.           | Краљевица       | Одвезен у Црну Гору, повучен.                               |
| РТОП-406 Анте Банина         |       | 1979.           | Краљевица       | Одвезен у Црну Гору, повучен.                               |

### Класа Оса I
| Име                      | Слика | Година изградње | Бродоградилиште | Судбина                                                                              |
| ------------------------ | ----- | --------------- | --------------- | ------------------------------------------------------------------------------------ |
| РЧ-301 Мирче Ацев        |       |                 | СССР            | Одвезен у Црну Гору                                                                  |
| РЧ-302 Владо Багат       |       |                 | СССР            | Одвезен у Црну Гору, отписан.                                                        |
| РЧ-303 Петар Драпшин     |       |                 | СССР            | Одвезен у Црну Гору, отписан.                                                        |
| РЧ-304 Стева Филиповић   |       |                 | СССР            | Одвезен у Црну Гору, продат Египту.                                                  |
| РЧ-305 Жикица Јовановић  |       |                 | СССР            | Одвезен у Црну Гору, продат Египту.                                                  |
| РЧ-306 Никола Мартиновић |       |                 | СССР            | Одвезен у Црну Гору, продат Египту.                                                  |
| РЧ-307 Јосип Мазар       |       |                 | СССР            | Одвезен у Црну Гору, продат Египту.                                                  |
| РЧ-308 Карло Ројц        |       |                 | СССР            | Одвезен у Црну Гору, продат Египту.                                                  |
| РЧ-309 Франц Рожман      |       |                 | СССР            | Одвезен у Црну Гору, отписан.                                                        |
| РЧ-310 Велимир Шкорпик   |       |                 | СССР            | У служби ХРМ-а под ознаком ОБМ-41 Дубровник. Повучен 2000. Изрезан 2010. у Шибенику. |

## Торпедни бродови

### Класа Шершен
| Име                    | Слика | Година изградње | Бродоградилиште | Судбина                                                                     |
| ---------------------- | ----- | --------------- | --------------- | --------------------------------------------------------------------------- |
| ТЧ-211 Пионир          |       |                 |                 |                                                                             |
| ТЧ-212 Партизан        |       |                 |                 |                                                                             |
| ТЧ-213 Пролетер        |       | 1968.           | Краљевица       |                                                                             |
| ТЧ-214 Топчидер        |       |                 |                 |                                                                             |
| ТЧ-215 Иван            |       |                 |                 |                                                                             |
| ТЧ-216 Јадран          |       | 1969.           | Краљевица       |                                                                             |
| ТЧ-217 Корнат          |       | 1969.           | Краљевица       |                                                                             |
| ТЧ-218 Биоковац        |       | 1969.           | Краљевица       |                                                                             |
| ТЧ-219 Стрељко         |       | 1970.           | Краљевица       |                                                                             |
| ТЧ-220 Црвена звијезда |       | 1970.           | Краљевица       |                                                                             |
| ТЧ-221 Партизан III    |       | 1970.           | Краљевица       |                                                                             |
| ТЧ-222 Партизан II     |       | 1971.           | Краљевица       | Остао у Хрватској. Служио под именом ТБ-51 Вуковар. Чека резање у Шибенику. |
| ТЧ-223 Напредак        |       | 1971.           | Краљевица       |                                                                             |
| ТЧ-224 Пионир II       |       | 1971.           | Краљевица       |                                                                             |

## Патролни бродови

### Класа ЦО1 (Краљевица)
| Име      | Слика | Година изградње | Бродоградилиште | Судбина |
| -------- | ----- | --------------- | --------------- | ------- |
| ПБР-501  |       | 1951.           | Краљевица       |         |
| ПБР-502  |       | 1951.           | Краљевица       |         |
| ПБР-503  |       | 1952.           | Краљевица       |         |
| ПБР-504  |       | 1952.           | Краљевица       |         |
| ПБР-505  |       | 1952.           | Краљевица       |         |
| ПБР-506  |       | 1952.           | Краљевица       |         |
| ПБР-507  |       | 1953.           | Краљевица       |         |
| ПБР-508  |       | 1953.           | Краљевица       |         |
| ПБР-509  |       | 1953.           | Краљевица       |         |
| ПБР-510  |       | 1953.           | Краљевица       |         |
| ПБР-511  |       | 1953.           | Краљевица       |         |
| ПБР-512  |       | 1954.           | Краљевица       |         |
| ПБР-513  |       | 1954.           | Краљевица       |         |
| ПБР-514  |       | 1954.           | Краљевица       |         |
| ПБР-515  |       | 1954.           | Краљевица       |         |
| ПБР-516  |       | 1955.           | Краљевица       |         |
| ПБР-517  |       | 1955.           | Краљевица       |         |
| ПБР-518  |       | 1955.           | Краљевица       |         |
| ПБР-519  |       | 1956.           | Краљевица       |         |
| ПБР-520  |       | 1956.           | Краљевица       |         |
| ПБР-521  |       | 1956.           | Краљевица       |         |
| ПБР -522 |       | 1956.           | Краљевица       |         |
| ПБР-523  |       | 1956.           | Краљевица       |         |
| ПБР-524  |       | 1957.           | Краљевица       |         |

### Класа ЦЦО2
| Име            | Слика | Година изградње | Бродоградилиште | Судбина |
| -------------- | ----- | --------------- | --------------- | ------- |
| ПБР-551 Морнар |       | 1957.           | Краљевица       |         |
| ПБР-552 Борац  |       | 1957.           | Краљевица       |         |

### Класа Ц-80
| Име             | Слика | Година изградње | Бродоградилиште | Судбина |
| --------------- | ----- | --------------- | --------------- | ------- |
| ПЧ-132 Калник   |       | 1964.           | Краљевица       |         |
| ПЧ-133 Велебит  |       | 1964.           | Краљевица       |         |
| ПЧ-134 Романија |       | 1964.           | Краљевица       |         |
| ПЧ-135 Триглав  |       | 1964.           | Краљевица       |         |
| ПЧ-136 Ловћен   |       | 1964.           | Краљевица       |         |
| ПЧ-137 Рудник   |       | 1967.           | Краљевица       |         |
| ПЧ-138          |       | 1968.           | Краљевица       |         |
| ПЧ-139          |       | 1968.           | Краљевица       |         |
| ПЧ-140          |       | 1968.           | Краљевица       |         |

### Класа Мирна
| Име                | Слика | Година изградње | Бродоградилиште | Судбина                                                                                                   |
| ------------------ | ----- | --------------- | --------------- | --- |
| ПЧ-171 Биоково     |       | 1980.           | Краљевица       | У служби ХРМ-а под именом ОБ-01 Новиград                                                                  |
| ПЧ-172 Похорје     |       | 1981.           | Краљевица       | Одвезен у Црну Гору, данас се користи за превоз туриста.                                                  |
| ПЧ-173 Копривник   |       | 1981.           | Краљевица       | Одвезен у Црну Гору, данас се користи за превоз туриста.                                                  |
| ПЧ-174 Учка        |       | 1982.           | Краљевица       | У служби Црногорске поморске полиције под ознаком П-01 "Бар".                                             |
| ПЧ-175 Грмеч       |       | 1982.           | Краљевица       | Одвезен у Црну Гору. 2007. продат приватнику из РХ и плови под именом "Нада" за превоз туриста.           |
| ПЧ-176 Мукос       |       | 1983.           | Краљевица       | У служби ХРМ-а под ознаком ОБ-02 Шолта.                                                                   |
| ПЧ-177 Фрушка гора |       | 1983.           | Краљевица       | Одвезен у Црну Гору, касније продат приватнику из Хрватске те сада плови као брод за превоз туриста "Ина" |
| ПЧ-178 Космај      |       | 1983.           | Краљевица       | У служби Црногорске поморске полиције под ознаком П-03 "Х. Нови".                                         |
| ПЧ-179 Зеленгора   |       | 1983.           | Краљевица       | Одвезен у Црну Гору. 2007. продат приватнику из РХ и плови под именом "Илирија" за превоз туриста.        |
| ПЧ-180 Цер         |       | 1984.           | Краљевица       | У служби ХРМ-а под ознаком ОБ-03 Цавтат.                                                                  |
| ПЧ-181 Дурмитор    |       | 1985.           | Краљевица       | У служби ХРМ-а под ознаком ОБ-04 Хрватска Костајница                                                      |

## Школски бродови
| Име    | Слика | Година изградње | Бродоградилиште          | Судбина |
| ------ | ----- | --------------- | ------------------------ | --- |
| Галеб  |       | 1938.           | Ансалдо, Ђенова, Италија | 1991. одведен у Црну Гору. Налази се на мртвом везу у Виктору Ленцу због недостатка новца грчког власника који га је купио током 1990-их. |
| Јадран |       | 1933.           | Хамбург, Немачка         | Обновљен 1947. У служби црногорске морнарице.                                                                                             |

## Миноловци
| Име                | Слика | Година изградње | Бродоградилиште   | Судбина                                                                                |
| ------------------ | ----- | --------------- | ----------------- | -------------------------------------------------------------------------------------- |
| М-151 Вуков Кланац |       |                 | Ле Авр, Француска | Тешко оштећен 1991.                                                                    |
| М-152 Подгора      |       | 1957.           | Ле Авр, Француска | Одвезен у Црну Гору, у употреби до 2004, разрезан 2005.                                |
| М-153 Блитвеница   |       | 1957.           | Ле Авр, Француска | Одвезен у Црну Гору, у употреби до 2004. након чега је продат приватнику из Словеније. |
| М-161 Градац       |       |                 | СФРЈ              | Одвезен у Црну Гору.                                                                   |
| М-141              |       |                 |                   |                                                                                        |
| М-142 Брсеч        |       |                 |                   |                                                                                        |
| М-143 Иж           |       |                 |                   |                                                                                        |
| М-144 Олиб         |       |                 |                   |                                                                                        |

## Помоћни бродови

### Танкери

#### За нафту
| Име         | Слика | Година изградње | Бродоградилиште | Судбина                        |
| ----------- | ----- | --------------- | --------------- | ------------------------------ |
| ПН-26 Сипа  |       | 1989.           |                 | Одвезен у Црну Гору, разрезан. |
| ПН-27 Лигња |       | 1989.           |                 |                                |

#### За воду
| Име        | Слика | Година изградње | Бродоградилиште | Судбина                                 |
| ---------- | ----- | --------------- | --------------- | --------------------------------------- |
| ПВ-16      |       |                 |                 |                                         |
| ПВ-17 Алга |       | 1952.           | Ријека          | Одвезен у Црну Гору, понуђен на продају |

### Тегљачи

#### Лучки
| Име   | Слика | Година изградње | Бродоградилиште | Судбина                                  |
| ----- | ----- | --------------- | --------------- | ---------------------------------------- |
| ЛР-72 |       | 1953.           | Ријека          | Одвезен у Црну Гору, понуђен на продају. |
| ЛР-74 |       |                 |                 |                                          |
| ЛР-78 |       |                 |                 |                                          |

#### Пучински
| Име           | Слика | Година изградње | Бродоградилиште | Судбина                                                   |
| ------------- | ----- | --------------- | --------------- | --------------------------------------------------------- |
| ПР-37 Зубатац |       |                 |                 | Одвезен у Црну Гору, 2005. продат приватнику из Хрватске. |
| ПР-38 Туњ     |       | 1957.           | Краљевица       |                                                           |
| ПР-39         |       | 1958.           | Краљевица       |                                                           |
| ПР-41 Орада   |       |                 |                 | Одвезен у Црну Гору                                       |

### Транспортни
| Име          | Слика | Година изградње | Бродоградилиште | Судбина                                                                            |
| ------------ | ----- | --------------- | --------------- | ---------------------------------------------------------------------------------- |
| ПО-91 Лубин  |       |                 |                 |                                                                                    |
| ПО-92 Угор   |       |                 |                 | Продат приватнику, преименован у Бока Стар и 2002. заплењен због илегалног товара. |
| ПО-93 Кит    |       |                 |                 | Продат приватнику                                                                  |
| ПТ-71 Медуза |       | 1956.           | Трогир          | Заплењен у Шибенику 1991, од тада у служби ХРМ-а.                                  |
| ПТ-72 Јастог |       |                 | Трогир          |                                                                                    |